# Witalij Skakun
Witalij Wołodymyrowycz Skakun (ukr. Віталій Володимирович Скакун; ur. 19 sierpnia 1996 w Brzeżanach, zm. 24 lutego 2022 w Geniczesku) – ukraiński żołnierz, saper 35 Brygady Piechoty Morskiej im. Michaiła Ostrogradskiego, odznaczony orderem Bohatera Ukrainy.

## Życiorys
Ukończył Wyższą Szkołę Zawodową nr 20 we Lwowie i Politechnikę Lwowską. W 2018 roku zamieszkał na pół roku w Lesznie, gdzie pracował jako robotnik budowlany.
Brał udział w obronie Ukrainy podczas rosyjskiej inwazji w 2022 roku. Podczas działań wojennych w obwodzie chersońskim podłożył ładunki wybuchowe i oddając życie, wysadził most nieopodal Geniczeska. Jego czyn, szeroko komentowany przez ukraińskie i zagraniczne media, spowolnił wojska rosyjskie i umożliwił ukraińskiej jednostce przeniesienie się i zorganizowanie obrony. 2 marca 2022 został pochowany na cmentarzu w Brzeżanach, w jego pogrzebie wzięło udział kilkaset osób. Dzień jego pochówku został ogłoszony Dniem Żałoby Witalija Skakuna na terenie hromady Brzeżany.

## Upamiętnienie
26 lutego 2022 prezydent Ukrainy Wołodymyr Zełenski pośmiertnie przyznał Skakunowi tytuł Bohatera Ukrainy. Opisując jego czyn, powiedział:

Postanowiłem pośmiertnie przyznać tytuł Bohatera Ukrainy Witalijowi Wołodymyrowyczowi Skakunowi, saperowi 35. Brygady Piechoty Morskiej. Kosztem własnego życia wysadził most. Chwała tym, którzy dziś bronią Ukrainy! Jesteście bohaterami.

1 marca 2022 rada miejska Brzeżan nadała mu tytuł honorowego obywatela miasta. Sześć dni później ten sam tytuł nadała mu rada miejska Leszna. Pod koniec kwietnia 2022 roku jego imieniem został nazwany wiadukt w Pradze i ulica w Mukaczewie.
Pośmiertnie przyznano mu nagrodę im. św. Grzegorza I Wielkiego miesięcznika „Niezależna Gazeta Polska – Nowe Państwo” za rok 2022.